# 南勢埔 (新北市)
南勢埔，是台灣新北市林口區的一個地名，位於該區西南部，範圍大致包括南勢里、麗林里、麗園里、東勢里婦幼公園以南部分、仁愛里東北端除外部分、湖南里東北角除外部分。

## 歷史
台灣清治末期至日治前期，南勢埔地區為一街庄，稱為「南勢埔庄」，隸屬於八里坌堡。該庄北與小南灣庄、大南灣庄為鄰，東與菁埔庄、大窠坑庄為鄰，南邊是牛角坡庄、菜公堂庄、苦苓林庄，西邊為坑仔庄。
1920年（日治大正九年），該庄改制為「南勢埔」大字，隸屬於臺北州新莊郡林口庄，大字下有「南勢埔」、「員堀子」、「大崙」、「過崙」、「大牛稠」、「竹圍子」、「頭湖」、「南勢埔尾」、「前庄」小字名。戰後林口庄改制為林口鄉，隸屬於臺北縣，大字亦改制為村。2010年12月臺北縣改制為新北市，林口鄉改制為林口區，村改制為里。

## 交通
國道1號大致以東西向經過南勢埔地區南端，並在邊界地帶設有林口交流道，交會道路分別為文化一路、文化北路，各型車輛可由此前往台灣南北各地。
縣道105號大致以東北－西南走向穿越南勢埔地區東部，往東北可前往八里，往西南可前往龜山。
縣道106號大致以東南－西北走向經過本地區北端，往東南可前往泰山、新莊、板橋、中和、新店、深坑、石碇、平溪及瑞芳等地，往西北可前往下福。
縣道108號大致橫向穿越本地區中部，往東可前往五股、三重，往西可前往蘆竹。

## 學校
- 新北特殊教育學校
- 林口國中
- 崇林國中
- 頭湖國小
- 麗園國小
- 麗林國小
- 南勢國小

## 公園
- 林口第二運動公園
- 扶輪公園

## 宗教場所

### 道教與民間信仰

#### 土地公廟
- 湖南里頭湖福德宮
- 麗林里大牛稠福德宮
- 麗園里圓堀仔福德宮
- 東勢里麗園福德宮
- 南勢里南勢福德宮
- 南勢里力行新福宮
- 南勢里井仔厝福德宮